# Гередитаризм
Гередитаризм, хередитаризм (від англ. heredity — спадковість) — це дослідницька програма, згідно з якою спадковість відіграє центральну роль у визначенні людської природи та рис характеру, таких як інтелект та особистість. Гередитаристи вірять у силу генетичних впливів для пояснення людської поведінки та вирішувати соціально-політичні проблеми людства. Вони наголошують на цінності еволюційних пояснень у всіх галузях гуманітарних наук.
Найбільш помітним у дослідженнях інтелекту є твердження, що генетична схильність визначає індивідуальні життєві результати більше, ніж структуровані впливи навколишнього середовища (тобто виховання ) чи шум розвитку відповідно.

## Огляд
Соціальний вчений Баррі Мелер визначає гередитаризм як «переконання, що значна частина групових та індивідуальних відмінностей у поведінкових рисах людини зумовлена генетичними відмінностями». Гередитаризм іноді використовується як синонім біологічного або генетичного детермінізму, хоча деякі вчені розрізняють ці два терміни. При розмежуванні біологічний детермінізм використовується для позначення спадковості як єдиного фактора. Прихильники гередитаризму відкидають це розуміння біологічного детермінізму в більшості випадків. Однак у деяких випадках генетичний детермінізм є істинним; наприклад, Метт Рідлі описує хворобу Гантінгтона як «чистий фаталізм, нерозбавлений мінливістю навколишнього середовища». В інших випадках гередитаріанці не бачать жодної ролі в генах; наприклад, стан «незнання жодного слова китайською» не має нічого спільного (безпосередньо) з генами.
Гередитаріанці вказують на спадковість когнітивних здібностей та їхній надмірний вплив на життєві результати як доказ на користь хередитарної точки зору. За словами Пломіна та Ван Штумма (2018), «Інтелект є високо спадковим і краще, ніж будь-яка інша риса, прогнозує важливі освітні, професійні та медичні результати». Оцінки спадковості інтелекту коливаються від 20% у дитинстві до 80% у дорослому віці. 

## Історія
Френсіса Гальтона загалом вважають батьком гередитаризму. У своїй книзі «Спадковий геній» (1869) Гальтон започаткував дослідження спадковості інтелекту. Гальтон продовжив дослідження спадковості людської поведінки у своїх пізніших роботах, зокрема у «Історії близнюків» (1875) та «Дослідження людських здібностей та їх розвитку» (1883).
У книзі «Крива дзвону» (1994) психолога Річарда Геррнстайна та політолога Чарльза Мюррея стверджується, що спадковість когнітивних здібностей у поєднанні із сучасним американським суспільством, у якому когнітивні здібності є провідним фактором успіху, призводить до дедалі багатшої та сегрегованої « когнітивної еліти ».   Геррнстайн і Мюррей також досліджували, як когнітивні здібності прогнозують соціально бажану поведінку.  Вони також обговорили дебати щодо раси та інтелекту, дійшовши висновку, що наявні на сьогодні докази не підтверджують оцінку ступеня впливу генетики порівняно з екологічними причинами на середні відмінності в результатах тестів IQ між расовими групами.  Сьогодні науковий консенсус полягає в тому, що генетика не пояснює таких відмінностей, і що вони радше мають екологічне походження.      
Когнітивний психолог Стівен Пінкер у своїй книзі «Чистий аркуш» (2002) стверджує, що біологія пояснює людську природу набагато більше, ніж люди зазвичай визнають.

## Вплив на політику
У 1949 році Ніколас Пасторе стверджував, що гередитарісти частіше схильні до консерватизму, що вони розглядають соціальну та економічну нерівність як природний результат варіативності талантів та характеру. Відповідно, вони пояснюють класові та расові відмінності як результат частково генетичних групових відмінностей. Пасторе протиставив це твердженню, що біхевіористи частіше схильні бути лібералами або лівими, що вони вважають, що економічна нестача та структурні проблеми в соціальному ладі є причиною групових відмінностей.
Однак історична відповідність між гередитаризмом та консерватизмом порушена, принаймні серед прихильників гередитаризму. Філософ Пітер Сінґер описує своє бачення нового ліберального політичного погляду, який охоплює гередитаризм, у своїй книзі 1999 року «Дарвінівські ліві».

## Критика
Рональд К. Бейлі стверджує, що хередитаризм ґрунтується на п'яти помилкових припущеннях. У статті 1997 року він також писав, що «...генетики поведінки й надалі будуть дуже обмежені у своїх можливостях розділяти вплив генів, навколишнього середовища, їхньої коваріації та взаємодії на поведінку та когнітивні здібності людини».